# Les Longues Nuits de Véronique
Pour plus de détails, voir Fiche technique et Distribution.
Les Longues Nuits de Véronique (La lunga notte di Veronique) est un film d'épouvante fantastique italien réalisé par Gianni Vernuccio et sorti en 1966.

## Synopsis
Après la mort de ses parents dans un accident de voiture, Giovanni Bernardi rend visite à son grand-père, le comte Marco Anselmi. Alors qu'il séjourne dans la villa du vieil homme, il aperçoit une jeune fille fantomatique nommée Véronique. Giovanni apprend qu'elle est morte pendant la Première Guerre mondiale, mais que son esprit erre toujours dans la propriété et hante les vivants.

## Fiche technique
- Titre français : Les Longues Nuits de Véronique ou La Longue Nuit de Véronique ou Véronique, la morte-vivante[1]
- Titre original : La lunga notte di Veronique[2]
- Réalisation : Gianni Vernuccio
- Scénario : Gianni Vernuccio, Enzo Ferraris
- Photographie : Gianni Vernuccio
- Montage : Gianni Vernuccio
- Musique : Giorgio Gaslini
- Décors : Enrico Tovaglieri (it)
- Sociétés de production : Mercurfin Italiana
- Pays de production :  Italie
- Langue originale : italien
- Format : Couleurs par Eastmancolor - 2,35:1 - Son mono - 35 mm
- Genre : Film d'épouvante fantastique
- Durée : 90 minutes
- Date de sortie : 
  - Italie : 1er octobre 1966
  - France : 25 juin 1969

## Distribution
- Alba Rigazzi : Véronique
- Sandro Pizzochero (sous le nom d'« Alex Morrison ») : Alberto
- Dante Trazzi : Antonio
- Cristina Gajoni
- Antonio Bellani
- Walter Pozzi
- Jeanine Falconi
- Anna María Aveta

## Production
Les Longues Nuits de Véronique a été financé par la petite société milanaise Mercurfin et a été entièrement tourné en Lombardie. L'historien italien du cinéma Roberto Curti a déclaré que, bien que le film ait été présenté comme un film d'épouvante, il s'agissait plutôt d'un « mélodrame surnaturel ».

## Exploitation
Le film enregistre 232 824 entrées, soit des recettes d'un montant de 61 millions de lires.